# Max Biebl

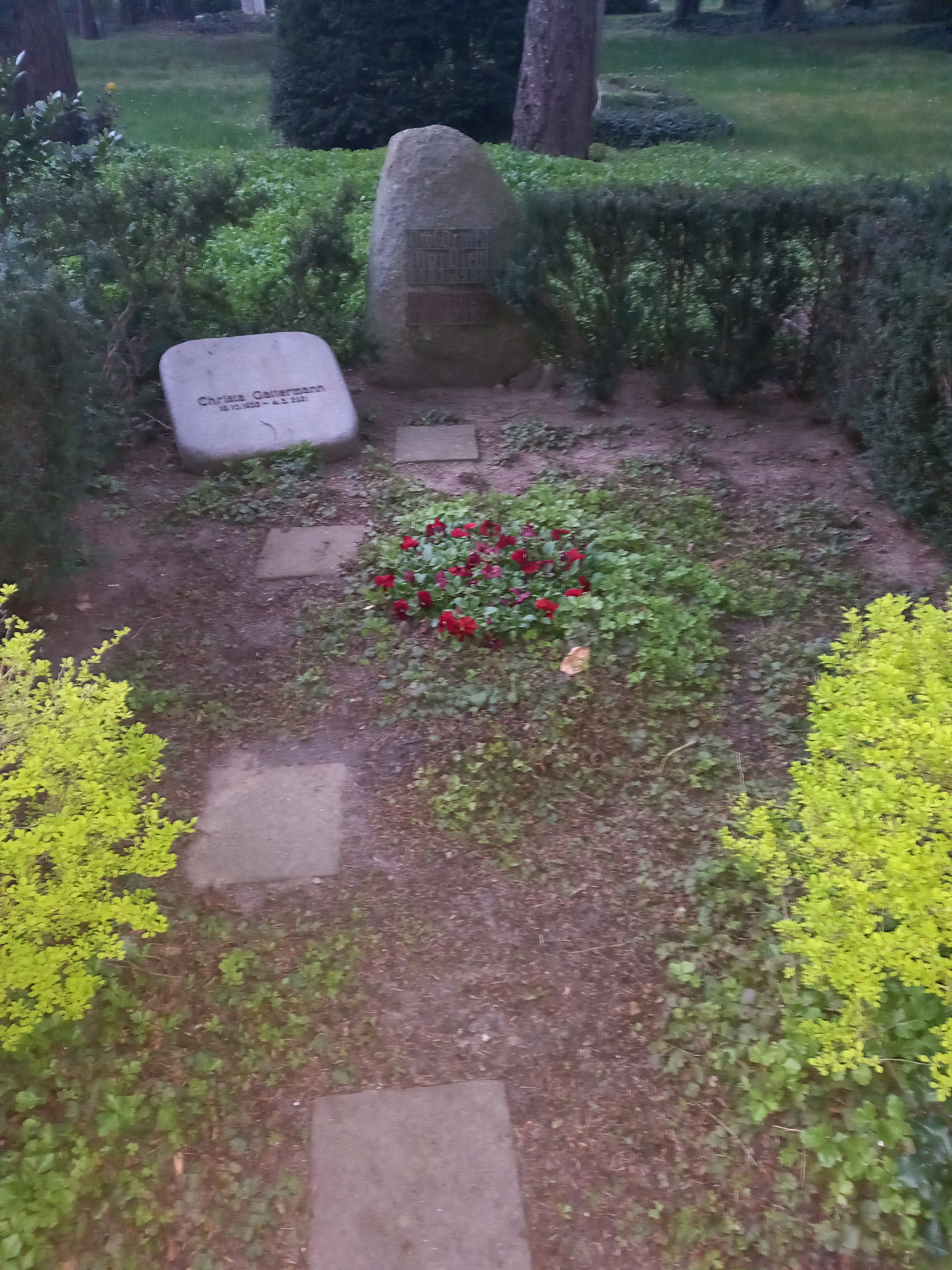
Das Grab von Max Biebl und seiner Ehefrau Käthe, geborene Klauss auf dem Westfriedhof (Magdeburg)

Max Biebl (* 22. August 1893 in Etsdorf; † 8. August 1968 in Magdeburg) war ein deutscher Chirurg und Hochschullehrer.

## Leben
Als Sohn eines Volksschullehrers besuchte Biebl das humanistische Erasmus-Gymnasium Amberg. Nach dem Abitur studierte er ab 1913 Medizin an der Friedrich-Alexander-Universität Erlangen. Mit Ausbruch des Ersten Weltkrieges in die Bayerische Armee eingezogen, diente er als Sanitätsvizefeldwebel (1916), Feldunterarzt und Truppenhilfsarzt (1917) und Feldhilfsarzt (1918) in der 11. Infanterie-Division, der sog. fliegenden Division. Mit hohen Auszeichnungen heimgekehrt, setzte er sein Studium an der Julius-Maximilians-Universität Würzburg und der Ludwig-Maximilians-Universität München fort.
Nach dem Staatsexamen war er 1920/21 Assistent bei Ernst von Romberg in der Inneren Medizin vom Klinikum Schwabing. 1921 zum Dr. med. promoviert, ging er 1922/23 in die Chirurgie der Christian-Albrechts-Universität Kiel unter Wilhelm Anschütz und 1924/25 in die Pathologie der Georg-August-Universität Göttingen unter Eduard Kaufmann. 1926 kehrte er in die Chirurgie zurück, zu Arthur Läwen an der Philipps-Universität Marburg. Auf Veranlassung von Ludwig Aschoff verbrachte er 1928 vier privatwissenschaftliche Wochen in Moskau, Leningrad und Helsingfors. 1929 folgte er Läwen an die Albertus-Universität Königsberg, an der er sich habilitierte.  Mit einem Stipendium der Rockefeller-Stiftung war er 1929/30 bei Frank Charles Mann an der Mayo-Klinik. In Königsberg wurde er 1934 Oberarzt und a.o. Professor.
Im Oktober 1937 übernahm er als Nachfolger von Wilhelm Löhr die Leitung der Chirurgischen Klinik vom Krankenhaus Magdeburg-Altstadt. Wie 25 Jahre zuvor wurde er am 26. August 1939 zum Heer eingezogen. Von Beginn des Zweiten Weltkrieges bis 1941 diente er in einem Feldlazarett. Ab 1941 war er beratender Chirurg der 16. Armee am Ilmensee und in Mähren. Er wurde 1942 Oberstabsarzt und war zuletzt Oberfeldarzt.
Im August 1945 aus amerikanischer Kriegsgefangenschaft entlassen und nach Magdeburg zurückgekehrt, war er zunächst Assistent, ab 1947 wieder Chef seiner Klinik. Von 1954 bis 1961 war er zugleich Professor mit vollem Lehrauftrag an der Medizinischen Akademie Magdeburg. Er widmete sich besonders der Struma- und Magenchirurgie. 1962 wurde er emeritiert. Er galt nicht nur als chirurgische, sondern auch als künstlerische Hochbegabung.
Seit 1934 war Biebl mit Käthe, geborene Klauss verheiratet, mit der er zwei Kinder hatte.

## Mitgliedschaften
Biebl begann seine nationalsozialistische Laufbahn 1933 als SA-Sturmführer. Er beantragte am 8. Juni 1937 die Aufnahme in die NSDAP und wurde rückwirkend zum 1. Mai desselben Jahres aufgenommen (Mitgliedsnummer 4.860.864). Danach wurde er Mitglied des Nationalsozialistischen Deutschen Ärztebundes, Nationalsozialistischen Lehrerbundes und des Nationalsozialistischen Altherrenbundes. In der Deutschen Gesellschaft für Chirurgie war Biebl schon seit 1927, doch erst ab 1953 Mitglied der Aufnahmekommission. 1955 ging er in die Société Internationale de Chirurgie in Brüssel. Der Chirurg war ab 1951 zudem Mitglied der Akademie der Wissenschaften der DDR.

## Auszeichnungen
- Eisernes Kreuz II. und I. Klasse
- Bayerisches Militärverdienstkreuz mit Schwertern
- Verwundetenabzeichen (1918) in Schwarz[6]
- Wiederholungsspange zum Eisernen Kreuz II. Klasse
- Militärverdienstkreuz I. Klasse mit Schwertern
- Medaille Winterschlacht im Osten 1941/42